# Чёртова Печь
Чёртова Печь (словац. Čertova pec) — открытая для свободного посещения небольшая карстовая пещера, природный памятник в горном массиве Поважски-Иновец в Словакии. Расположена в селе Радошина Нитранского края. Пещера доступна для посещения с целью оздоровления и знакомства с природными и историческими ценностями. В пещере найдены старейшие в Словакии следы поселений каменного века.

## Расположение
Находится у подножия горы Над-Липовником (высота горы — 382,2 м), примерно в 1,5 км к северо-западу от села Радошина в горном районе «Верхний Пертович», у дорожного участка 2 класса № 499, на высоте 253 метров над уровнем моря.

## История
Также Чёртова Печь упоминается Маттиасом Белом (первая половина XVIII века) в книге Notitia Hungariae novae historico geographica («Историко-географические сведения о Новой Венгрии»), изданной в 1742 году. В монографии «Нитранская жупа» от 1898 года пещера приводится под венгерским названием Ördögkemencze (Чёртова Печь). Пещера исследована в 1958—1961 гг. доктором наук Юраем Бартом, сотрудником Археологического института Словацкой академии наук. В 1981 году Чёртову Печь объявили охраняемым природным образованием. Статус природного памятника присвоен в 1994 году и официально утверждён в 2008 году.

## Археологические находки
Учёные обнаружили в пещере многоярусные поселения с культурными горизонтами палеолита. Старейшее относится к периоду межледниковья и является памятником мустьерской культуры среднего палеолита, тогда пещера была заселена неандертальцами. Это самое старое из известных пещерных поселений Словакии. Здесь существовала культура «селетьен», относящаяся к периоду младшего палеолита. Были найдены сколотые и отретушированные каменные образования, схожие с находками из Черноморской области.

## Описание

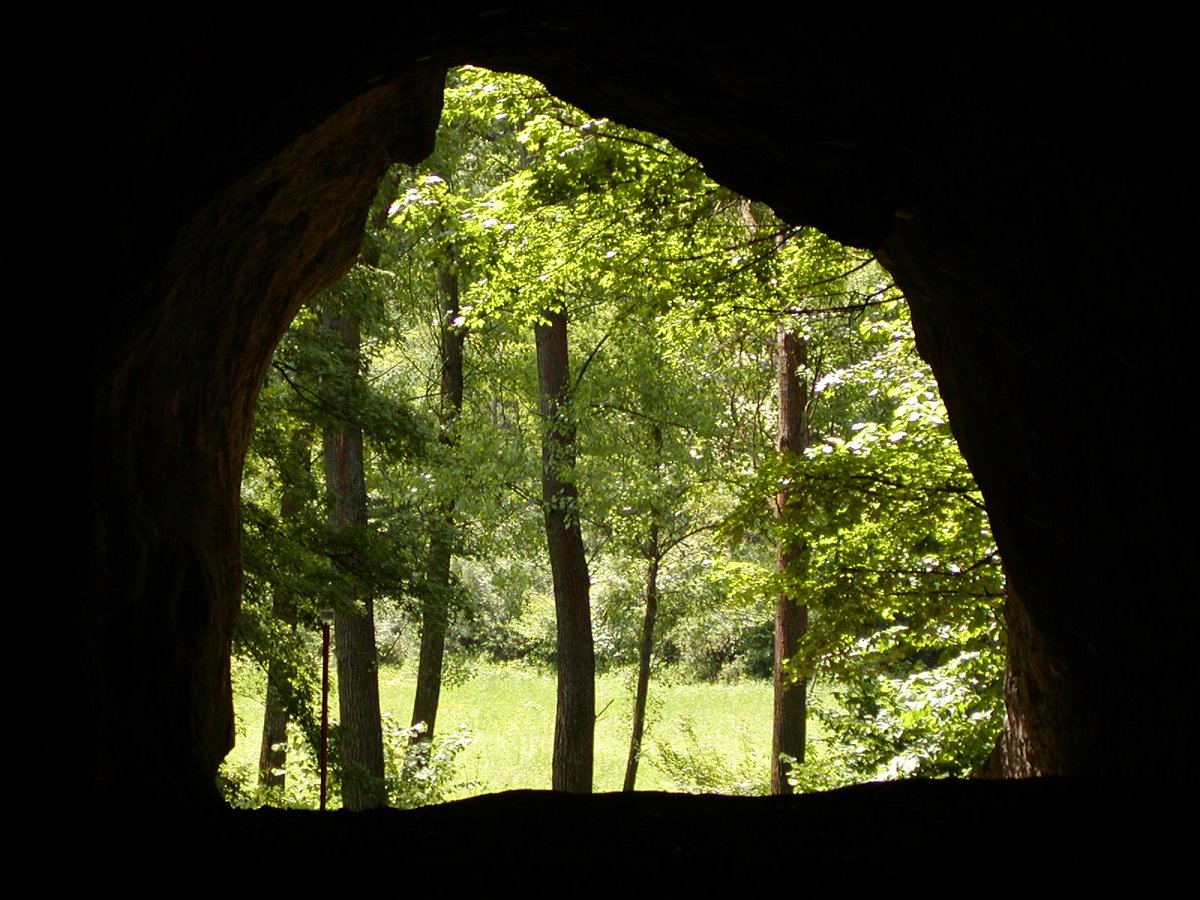
Вид изнутри пещеры

Чёртова печь, протяжённостью в 27 метров, имеет два входа. Западный, окружённый скалистыми выступами, находится в известняковой скале высотой 12 метров. Ширина входа — 4,5 метров, высота — 5,3 метров. По мере продвижения к восточному входу высота пещеры уменьшается. Внутреннее пространство пещеры освещается через отверстие на её северной стороне. Чёртова Печь образовалась в результате растворения известняков на некогда высоком эрозийном основании Малого парка. Имеет серию трещин.